# Volksgarten Nymphenburg

Werbebild um 1900

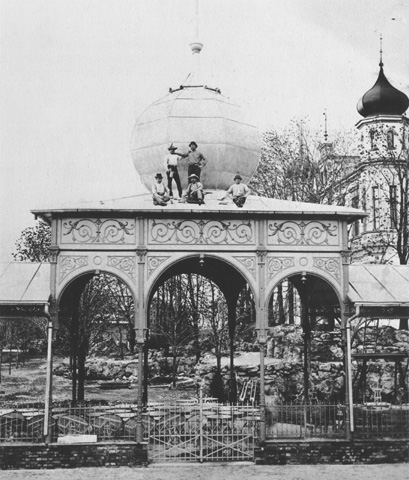
Pavillon im Volksgarten Nymphenburg, etwa 1890

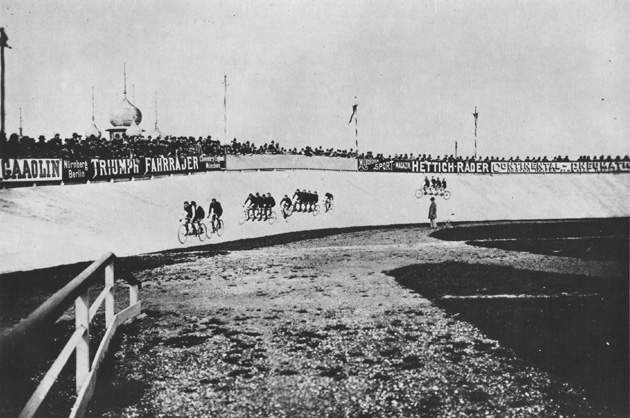
Radrennen im Volksgarten

Der Volksgarten Nymphenburg war eine Vergnügungsstätte im damals noch selbständigen Münchner Vorort Nymphenburg.
Der Volksgarten wurde 1890 am Romanplatz auf dem Gelände der ehemaligen Brauerei Nymphenburg errichtet und war damals Endhaltepunkt der Straßenbahn. Die Eröffnung fand am 15. Mai 1890 statt; zu seiner Zeit war er der größte Vergnügungspark Deutschlands.

## Geschichte
Der Ideengeber war Hugo Oertel, und Heinrich Theodor Höch, ein bedeutender Münchner Realitätenbesitzer, finanzierte den Park. Sie setzten nach den Vorbildern Prater in Wien, Luna Park auf Coney Island und Tivoli in Kopenhagen diese Idee für München um. Der Nymphenburger Volksgarten bot für 30.000 Besucher Attraktionen, unter anderem mehrere gastronomische Betriebe mit einem Festsaal, ein Hippodrom, verschiedene Fahrgeschäfte und Varietés.
Bereits 1916 wurde der Volksgarten wieder beseitigt. An seiner Stelle wurde die Villenkolonie an der Notburgastraße erbaut. Heute erinnert nur noch die Volksgartenstraße an dieser Stelle an den Vergnügungspark.